# Дасті Спрингфілд
Да́сті Спри́нгфілд (англ. Dusty Springfield, справжнє ім'я — Мері Ізобел Кетрін Бернадетт О'Браєн (англ. Mary Isobel Catherine Bernadette O'Brien; 16 квітня 1939 — 2 березня 1999) — англійська співачка, чия кар'єра охопила чотири десятиліття, досягши найбільшої популярності в 1960-і й наприкінці 1980-х років.
Саме ця вокалістка ознаменувала початок «британського вторгнення» в США — її альбом Silver Threads and Golden Needles захопив американський ринок на 15 місяців раніше за I Want To Hold Your Hand гурту «The Beatles». Її творчість охоплювала також напрямки фольк-рок, ритм-енд-блюз та соул. Її пісні звучать хриплуватим голосом (англ. Dusty — запилений), електричний рок-н-рольний звук їй не був властивий, натомість властиві барвисті оркестрові аранжування.
У 1998 році ім'я Дасті Спринґфілд було занесено до зали слави рок-н-ролу, її альбоми Dusty In Memphis потрапив до Списку 500 найкращих альбомів всіх часів журналу «Rolling Stone».

## Біографія
Кар'єра цієї білої виконавиці соул, яка отримала прізвисько «White Negress» (Біла негритянка) починалась дуже бурхливо. 1958 року вона утворила вокальне тріо The Lana Sisters, а з 1960 року виступала з гуртом брата, Тома Спрингфілда — The Springfields, який був одним з найпопулярніших британських фолк-гуртів на початку шістдесятих років. У часи буму мерсібіту Дасті вирішує розпочати сольну кар'єру і 1963 року виходить її дебютний сингл «І Only Want To Be With You», який підтвердив гарні можливості співачки. Незабаром Дасті Спрингфілд стала однією з найвідоміших постатей лондонської клубної сцени, а її своєрідний імідж потім наслідували підлітки. Наступні три роки артистка міцно утримувала позицію найкращої співачки, йдучи попереду своїх конкуренток: Лулу, Сілли Блек та Сенді Шоу. У цей час Дасті також проводила безкорисну кампанію, рекламуючи тоді ще маловідомий американський соул та артистів з фірми «Motown».
Перший альбом Спрингфілд став бестселером, хоча справляв враження поспіхом зробленої роботи. Вона виконала на ньому твори Берта Бакорана, Хела Дейвіда, Ренді Ньюмена та Кейрол Кінг. Оркестрові аранжування Айвора Реймонда і Джонні Френза час від часу відтінювали голос вокалістки, який у свою чергу здавався дуже високим та неприродним. Дасті записала власні версії таких класичних творів, як: «Mockingbird», «Anyone Who Had A Heart», «Wishin' & Hopin», «La Bamba.», "Who Can I Turn To" та «Sunny». Великого світового успіху досягла пісня «You Don't Have To Say You Love Me», яка була переробкою італійського хіта «Іо Che Non Vivo (Senzate)». 1966 року сингл з цією піснею, який було продано у кількості понад мільйон екземплярів, дійшов до першого місця британського чарту. Однак під кінець наступного року артистка почала розчаровуватися власною кар'єрою через жорсткі правила шоу-бізнесу. Її альбом «Where Am I Going» став артистичним успіхом, але продавався погано. Через рік подібна доля спіткала лонгплей «Dusty… Definitely», а у своєму репертуарі співачка перестала звертатись до старих фанів.
1968 року, коли Британію охопила хвиля прогресивної музики і почали змагатись течії андерграунду та хіпі, музика поп відійшла далеко на другий план. Співачка переїхала до однієї з музичних столиць світу, міста Мемфіс, і відразу здобула відносний успіх альбомом «Dusty In Memphis». Продюсери Том Доуд, Джеррі Уекслер та Аріф Мардін дозволили їй висунути на перший план свій природний соул-вокал, не приглушуючи його багатим аранжуванням. Ця платівка залишається класичною і однією з найкращих робіт шістдесятих років. Однак тоді, попри те, що сингл «Son Of A Preacher Man» з цього лонгплею став великим хітом, сам альбом не знайшов визнання у Британії, а в США ледве зайняв дев'яносто дев'яту позицію. Розчарована артистка почала менше записуватись, хоча її наступний альбом «А Brand New Me» здобув більший комерційний успіх.

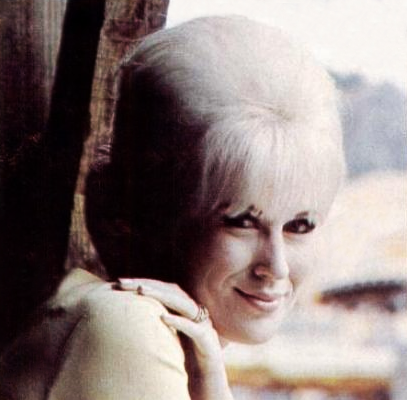
Дасті у 1966 році

До чергового альбому «Cameo» ввійшла чудова версія пісні Ван Моррісона «Tupelo Honey», однак на ньому не було жодного комерційного хіта. Співачка перестала з'являтись на топ-аркушах, а після зізнання 1975 року у лондонській «Evening Standard», що вона бісексуалка, переселилась до Лос-Анджелеса. Наступні кілька років вона спорадично записувалась, віддаючи перевагу проведенню вільного часу з приятельками (серед них тенісистка Біллі Джин Кінг), а також влаштовувала кампанії за права тварин.
Після появи альбому «It Begins Again», який виявився невдалою спробою повернутись на музичний ринок, Дасті записала витриману у стилі диско платівку «White Heart» 1982 року, яка здобула великий успіх. Разом з власником клубу Пітером Стрінгфеллоу вона видала сингл «Just Like Butterflies», який однак недооцінили ні публіка, ні критики.
Після чергової перерви в артистичній діяльності, Дасті повернулась 1987 року у товаристві дуету Pet Shop Boys. Ніл Теннент та Кріс Лоу вмовили співачку і записали разом хіт «What Have I Done To Deserve This?». Пізніше цей дует написав пісню «Nothing Has Been Proved» до фільму «Shan-da!», яка стала ще одним бестселером Дасті Спрингфілд. Потім співачка жила та записувалась у Британії.

## Особисте життя
Батьки Спрингфілд, Кетрін і Жерар, жили в Хоув, Східний Сассекс, з 1962 року. Катрін померла в будинку для літніх людей у 1974 році від раку легенів. У 1979 році Жерар помер від серцевого нападу в Роттіндіні, Східний Сассекс.
Деякі з біографів і журналістів Спрингфілд вважали, що у неї є дві особистості: сором'язлива, спокійна, Мері О'Брайен і публічне обличчя, яке вона створила як Дасті Спрингфілд. У одній з біографій йдеться: «упевненість Спрингфілд, що виливалася на вініл, була фасадом, який маскував серйозні невпевненості, пристрасті до вживання алкоголю та наркотиків, селфхарм і страх втратити її кар'єру, якщо всі дізнаються, що вона лесбійка». Саймон Белл, який колись співав з Спрингфілд, заперечував опис подвійної особи: «Дуже легко вирішити, що є дві людини, Мері та Дасті, але вони були однією людиною. Дасті була дійсно була Дасті до самого кінця".
На початку кар'єри такі дивні дії співачки, як жбурляння їжею, кидання посуду вниз по сходам, сприймалася як щось потішне. Спрингфілд дуже любила тварин, особливо кішок, і стала прихильницею груп захисту тварин. Вона любила читати карти і іноді намагалася навмисно заблукати, щоб потім знайти вихід.
У 1970-х і на початку 1980-х років алкоголізм і наркоманія Спрингфілд вплинули на її музичну кар'єру. Її кілька разів госпіталізували через те, що вона різала себе. Їй поставили діагноз біполярний розлад.
Повідомлялося, що співачка ніколи не перебувала у гетеросексуальних стосунках. З середини 1966 до початку 1970-х Спрингфілд жила у партнерстві зі співачкою Нормою Танего. У вересні 1970 року Дасті зізналася, що її приваблюють в рівній мірі і чоловіки, і жінки.
У 1970-х і 1980-х роках у Спрингфілд було декілька романтичних стосунків з жінками в Канаді та США. З кінця 1972 року по 1978 рік співачка була у стосунках з Фей Харріс, американською фотожурналісткою. У 1981 році вона мала шестимісячний роман з співачкою Керол Поуп з рок-групи Rough Trade. Під час періодів психологічної та професійної нестабільності участь Спрингфілд в деяких інтимних стосунках, під впливом наркоманії, призвела до епізодів особистої травми.
У 1982 році на зустрічі анонімних алкоголіків Спрингфілд познайомилася з акторкою Тедой Браччі. У квітні 1983 роки вони стали жити разом, а через сім місяців провели своєрідну весільну церемонію (відповідно до тодішнім законодавством Каліфорнії ця церемонія не мала ніякої юридичної сили). Однак роман супроводжувався вкрай бурхливим з'ясуванням відносин і в кінцевому підсумку Спрингфілд і Браччі цілих два роки то розходилися, то сходилися знову, поки остаточно не розбіглися.

## Смерть
У 1994 році, під час запису нового студійного альбому, співачка відчула нездужання. Лікарі, що обстежили її поставили діагноз: рак грудей. Вона пройшла курс лікування, хвороба відступила, і співачка змогла зайнятися просуванням альбому, який отримав назву «A Very Fine Love». Але в середині 1996 року хвороба повернулася, і, незважаючи на посилене лікування, побороти її вже не вдалося. Дасті Спрингфілд померла у Оксфордширі 2 березня 1999 року, у віці 59 років.

## Дискографія
| - 1964 A Girl Called Dusty - 1964 Stay Awhile-I Only Want to Be with You - 1964 Dusty - 1965 Ooooooweeee!!! - 1965 Ev'rything's Coming Up Dusty - 1966 You Don't Have to Say You Love Me - 1967 Where Am I Going - 1967 The Look of Love - 1967 The Peking Medalion | - 1968 Dusty... Definitely - 1969 Dusty in Memphis - 1969 Dusty Springfield [Limited Edition] - 1970 From Dusty With Love - 1970 A Brand New Me - 1971 This Is Dusty Springfield - 1972 See All Her Faces - 1973 Cameo - 1973 Magic Garden (This Is, Vol. 2) - 1974 Longing [Not Released] | - 1975 Sings Bacharach & King - 1978 It Begins Again - 1979 Living Without Your Love - 1982 White Heat - 1990 The Corrupt Ones [Original Soundtrack] - 1991 Reputation - 1995 A Very Fine Love - 2000 Blue for You - 2000 Son of a Preacher Man |